# Kinderluftbrücke

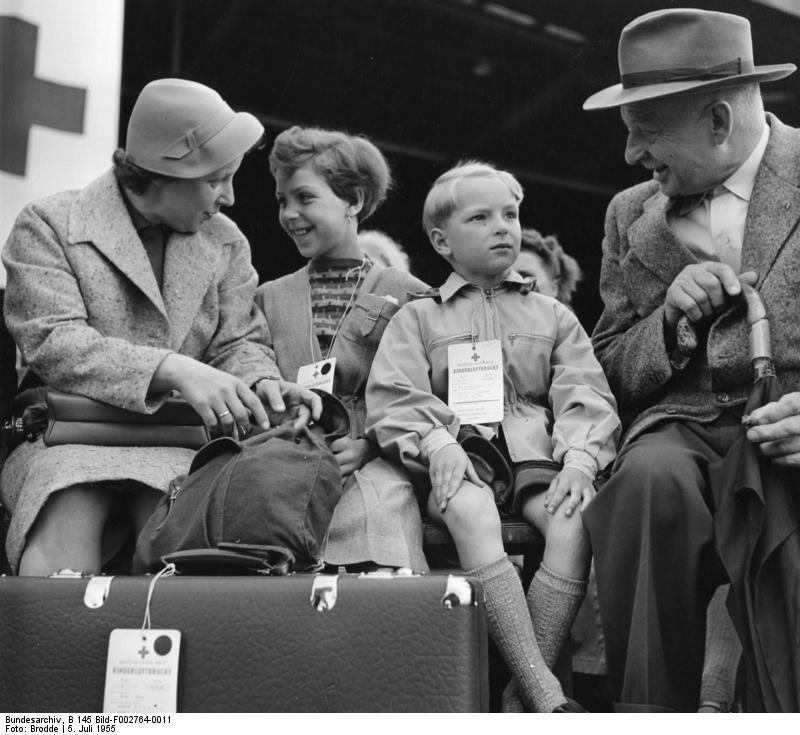
Berlin-Tempelhof am 6. Juli 1955

Zweck der von 1953 bis 1957 bestehenden Kinderluftbrücke war es, bedürftigen (West-)Berliner Kindern einen sorgenfreien Urlaub bei Gastfamilien oder in Ferienlagern in den Flächenländern der Bundesrepublik zu ermöglichen. Es handelte sich überwiegend um Kinder von zuvor aus Ost-Berlin und der DDR nach West-Berlin geflüchteten Familien.
Die Kinderluftbrücke ist hervorgegangen aus einer Idee Peter Boenischs, dem damaligen Leiter der Abteilung Öffentlichkeitsarbeit des Nordwestdeutschen Rundfunks (NWDR). Als sich Führungskräfte des NWDR über die große Flüchtlingsnot in Berlin unterhielten, schlug Boenisch vor „Dann machen wir doch eine Luftbrücke“. Der damalige Leiter des NWDR, Adolf Grimme, nahm sich der Idee an, startete eine große Spendenaktion und sicherte sich die Unterstützung des Hilfswerkes Berlin, des Deutschen Roten Kreuzes (DRK) und der US Air Force.
Während das Hilfswerk Berlin und das Deutsche Rote Kreuz für die Auswahl der Kinder und die Beschaffung von Gastfamilien zuständig waren, übernahm die US Air Force den Lufttransport. Die Flugzeugbesatzungen bestanden aus Militärpersonal, das sich für diese humanitäre Maßnahme freiwillig gemeldet hatte.
Bald kamen weitere Unterstützer hinzu, so sammelte das Britische Rote Kreuz Geldmittel, während das Schwedische Rote Kreuz Plätze in schwedischen Gastfamilien beschaffte. Bald wurden auch zusätzliche Flüge von der British European Airways (BEA) durchgeführt.
In den Jahren von 1953 bis 1957 wurden insgesamt 10.000 Kinder vom Berliner Flughafen Tempelhof aus in die Bundesrepublik zu deutschen und amerikanischen Gastfamilien geflogen. Teilweise waren die Kinder auch in Jugendheimen und Jugendlagern untergebracht. Für die Leistungen der US Air Force verlieh das Deutsche Rote Kreuz dem Befehlshaber der amerikanischen Luftstreitkräfte in Europa, General William H. Tunner, bereits 1955 das DRK-Ehrenzeichen.
Das Hilfswerk Berlin war der Hauptgeldgeber für die Kinderluftbrücke. 1956 war der Reinerlös der ersten Deutschen Fernsehlotterie für das Hilfswerk Berlin gedacht und wurde für die Finanzierung von Ferienplätzen für Berliner Kinder verwendet.

## Der Verein Kinderluftbrücke e. V. seit 1991
Die Idee der Kinderluftbrücke wurde 1991 von der deutschen Schauspielerin Witta Pohl wieder aufgegriffen. Sie gründete 1991 den Hamburger Verein Kinder-Luftbrücke e. V., der unter dem Motto „Es gibt nichts Gutes, außer man tut es“ seither Hilfstransporte in die Ukraine, nach Russland, Rumänien, Bulgarien und die Region Kaliningrad (Königsberg/Ostpreußen) organisiert.
Besonders kümmert sich der Verein um Kinder aus Tschernobyl und ermöglicht jedes Jahr einer Anzahl Kinder einige Wochen Urlaub bei deutschen Gastfamilien, während deren die Kinder sich erholen und Abstand zu den Alltagssorgen gewinnen können.